# Sheldon Lewis
Sheldon Lewis (20 de abril de 1868 – 7 de mayo de 1958) fue un actor cinematográfico de nacionalidad estadounidense, activo en la época del cine mudo. Conocido por sus papeles de antagonista, actuó en 93 filmes entre 1914 y 1936.

## Biografía
Nacido en Filadelfia, Pensilvania, uno de sus papeles de antagonista más conocido fue el de Jacques Frochard en Las dos huérfanas (1921), de David W. Griffith. Entre sus películas destacadas figura también Dr. Jekyll and Mr. Hyde (1920), en la cual interpretaba los mismos papeles que encarnaba John Barrymore en otra versión estrenada en el mismo año.
Lewis estuvo casado con la actriz Virginia Pearson. En 1916 la pareja fundó una compañía productora propia, Virginia Pearson Producing Company, empresa que resultó fallida, y que en 1924 les obligó a declararse en bancarrota. En 1928 Lewis se divorció de su mujer, aunque siguieron viviendo juntos hasta la muerte de él. En sus últimos años los dos vivieron en un ambiente de pobreza.
Sheldon Lewis falleció en San Gabriel, en 1958, a los 90 años de edad. Fue enterrado en el Cementerio Valhalla Memorial Park de Los Ángeles.

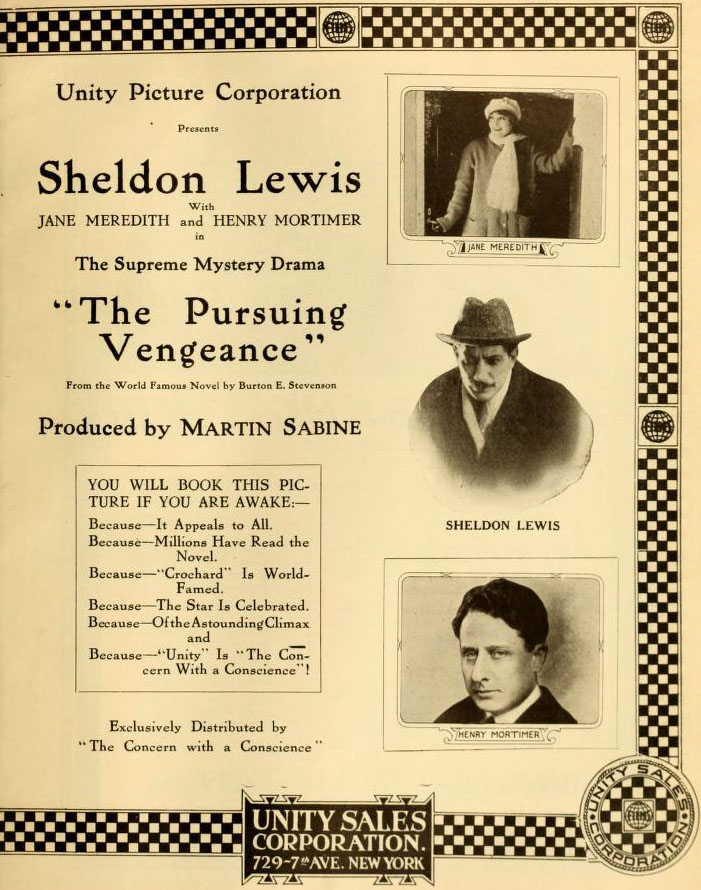
The Pursuing Vengeance (1916)

## Filmografía
- The Ticket-of-Leave Man, de Theodore Wharton (1914)[4]
- The Exploits of Elaine (serial), de Louis J. Gasnier, George B. Seitz y Leopold Wharton (1914)[5]
- The Coward (1915)
- Braga's Double (1915)[6]
- Jabez's Conquest (1915)
- Business Rivals (1915)
- An Affair of Three Nations, de Ashley Miller (1915)
- The Menace of the Mute, de Ashley Miller (1915)
- The House of Fear, de John Ince y Ashley Miller (1915)
- The King's Game, de Ashley Miller (1915)[7]
- The Iron Claw (serial), de Edward José y George B. Seitz (1916)
- The Pursuing Vengeance, de Martin Sabine (1916)
- Charity, de Frank Powell (1916)
- The Warfare of the Flesh, de Edward Warren (1917)
- The Hidden Hand, de James Vincent (1917)
- Wolves of Kultu, de Joseph A. Golden (1918)
- The Bishop's Emeralds, de John B. O'Brien (1919)
- Impossible Catherine, de John B. O'Brien (1919)
- Dr. Jekyll and Mr. Hyde, de J. Charles Haydon (1920)[3]
- The Silent Barrier, de William Worthington (1920)
- Las dos huérfanas, de D.W. Griffith (1921)
- When the Desert Calls, de Ray C. Smallwood (1922)
- Jacqueline, or Blazing Barriers, de Dell Henderson (1923)
- Little Red School House, de John G. Adolfi (1923)
- The Darling of New York, de King Baggot (1923)
- Missing Daughters, de William H. Clifford (1924)
- In Fast Company, de James W. Horne (1924)
- The Enemy Sex, de James Cruze (1924)
- Honor Among Men, de Denison Clift (1924)
- The Dangerous Flirt, de Tod Browning (1924)
- Those Who Dare, de John B. O'Brien (1924)
- The Top of the World, de George Melford (1925)
- Dangerous Pleasure, de Harry Revier (1925)
- New Lives for Old, de Clarence G. Badger
- The Sporting Chance, de Oscar Apfel (1925)
- Defend Yourself, de Dell Henderson (1925)
- The Mysterious Stranger, de Jack Nelson (1925)
- Mac's Beth (1925)
- Fighting the Flames, de B. Reeves Eason (1925)
- Battling Romeo, de William Hughes Curran (1925)
- Kit Carson Over the Great Divide, de Frank S. Mattison (1925)
- Don Juan, de Alan Crosland (1926)
- Burning Gold, de John W. Noble (1927)
- The Chinatown Mystery (serial), de J.P. McGowan (1928)
- Tarzan the Tiger, de Henry MacRae (1929)